# Pelasgus thesproticus
Pelasgus thesproticus är en fiskart som först beskrevs av Stephanidis, 1939.  Pelasgus thesproticus ingår i släktet Pelasgus och familjen karpfiskar. IUCN kategoriserar arten globalt som nära hotad. Inga underarter finns listade i Catalogue of Life.